# Karyn Ballance
Pour les articles homonymes, voir Mills et Ballance (homonymie).
Karyn Ballance, née Mills en 1973 à Wellington est une triathlète professionnelle néo-zélandaise, multiple vainqueur sur triathlon Ironman ou Ironman 70.3.

## Palmarès
Le tableau présente les résultats les plus significatifs (podium) obtenus sur le circuit international de triathlon depuis 1997.
| Année | Compétition                   | Pays             | Position           | Temps           |
| ----- | ----------------------------- | ---------------- | ------------------ | --------------- |
| 2007  | Challenge Wanaka              | Australie        | Médaille d'argent  | 9 h 54 min 27 s |
| 2006  | Ironman Nouvelle-Zélande      | Nouvelle-Zélande | Médaille de bronze | 4 h 14 min 33 s |
| 2004  | Ironman Western Australie     | Australie        | Médaille d'or      | Timing          |
| 2003  | Ironman Nouvelle-Zélande      | Nouvelle-Zélande | Médaille d'argent  | Timing          |
| 2002  | Ironman Nouvelle-Zélande      | Nouvelle-Zélande | Médaille d'or      | 9 h 27 min 33 s |
| 2001  | Ironman Nouvelle-Zélande      | Nouvelle-Zélande | Médaille d'argent  | Timing          |
| 2001  | Ironman Corée-du-Sud          | Corée du Sud     | Médaille de bronze | 9 h 51 min 51 s |
| 2000  | Port of Tauranga Half Ironman | Australie        | Médaille de bronze | 4 h 21 min 40 s |
| 2000  | Ironman Nouvelle-Zélande      | Nouvelle-Zélande | Médaille d'argent  | Timing          |
| 1999  | Port of Tauranga Half Ironman | Australie        | Médaille d'or      | Timing          |
| 1999  | Ironman Nouvelle-Zélande      | Nouvelle-Zélande | Médaille d'argent  | 9 h 24 min 13 s |
| 1997  | Port of Tauranga Half Ironman | Australie        | Médaille d'or      | Timing          |